# Meningen er god nok
|  | Denne artikel er oprettet af botten PalnaBot ud fra en ekstern database. Den kan derfor have sproglige fejl eller mangler. Denne skabelon kan fjernes efter kontrol af indholdet. |

Meningen er god nok er en stumfilm fra 1919 instrueret af Sven Brasch.